# Dysauxes semidiaphana
Dysauxes semidiaphana là một loài bướm đêm thuộc phân họ Arctiinae, họ Erebidae.